# Bontãgo
Bontãgo (также Bontago) — трёхмерная стратегическая игра в реальном времени с элементами пазла. Разработана командой Circular Logic, состоящей из студентов института DigiPen, вышла 15 июня 2003 года.
Игра была достаточно хорошо принята критиками и игроками и стала победителем Independent Games Festival 2004 года в номинации «Инновации в игровой модели».

## Геймплей

### Суть игры
На круглом поле расположено несколько флагов: по краям — цветные флаги игроков, ближе к центру — от одного до шести белых флагов. Цель каждого игрока — первым захватить все белые флаги, распространив на них свою зону влияния. Зона влияния имеет цвет флага игрока и расширяется за счёт блоков (также цвета флага игрока) различных форм и размеров, появляющихся раз в несколько секунд одновременно у всех игроков. Игрок должен установить блок в своей зоне влияния, при этом можно устанавливать блоки друг на друга. Контролируемая зона зависит от высот башен из блоков, при этом радиус зон, из которых состоит вся зона влияния, равен высотам башен.

### Игровые элементы
Игровое поле — большая пластина круглой формы, парящая в воздухе. В начале игры сбалансирована по центру, но может быть наклонена или закручена в любом направлении при применении различных бонусов. Игрок может изменять размер поля до начала игры.
Флаги — точки старта или финиша игроков. Цветной флаг принадлежит одному из игроков, белый флаг нужно захватить. Количество белых флагов можно определить до начала игры, их может быть от одного до шести.
Блок — основная единица, за счёт которой увеличивается зона влияния игрока. Блоки бывают различного размера и формы, но всегда представляют собой параллелепипед. Каждый блок составляется из кубиков одного размера, существует и блок, который состоит из всего одного кубика. Блоки появляются у игрока через определённое время, которое можно установить до начала игры, при этом, если игрок до появления следующего блока не установил имеющийся у него, то имеющийся будет сброшен на поле автоматически.
Бонусы — блоки, которые появляются у игроков значительно реже обычных, и предлагающие особые возможности. Действие бонусов ограничено по времени (кроме «Прыгающего боба»). Существуют следующие виды бонусов:
- Бомба (англ. Bomb) — взрывается, разбрасывая все установленные блоки в радиусе поражения.
- Ракета (англ. Rocket) — улетает от игрока в определённом им направлении и действует как бомба при столкновении с другими блоками или полем.
- Вулкан (англ. Volcano) — создаёт гору, которая поднимается из поля и извергает маленькие блоки, разрушающие башни и сдвигающие близлежащие блоки игроков.
- Землетрясение (англ. Earthquake) — сотрясает все поле и создаёт разлом в месте падения.
- Наковальня (англ. Anvil) — наклоняет поле.
- Пропеллер (англ. Propeller) — вращает поле.
- Прыгающий боб (англ. Jumping bean) — прыгает по игровому полю и сбивает блоки.

Количество и вероятность выпадания того или иного бонуса могут быть изменены перед началом игры.

### Однопользовательский режим
Существует три режима одиночной игры: режим обучения, «Песочница» (англ. Sandbox) и основной режим Practice.
В режиме обучения игроку за три миссии нужно освоить управление и основные принципы игры, а также узнать о неочевидных настройках и возможностях игры — например, о том, что можно использовать свою музыку, если указать к ней путь или положить её в каталог игры.
В режиме «Песочница» игрок предоставлен сам себе и волен делать что хочет — тренироваться в создании башен, покрыть всё поле кубиками или освоить методы применения бонусов. В этом режиме остановлен таймер на появление новых блоков — они появляются тогда, когда захочет игрок. Настройки в этом режиме доступны по нажатию клавиши табуляции (Tab) на клавиатуре: можно включить или отключить бонусы, очистить поле и восстановить первоначальное положение игрового поля.
В основном режиме игрок состязается с компьютерным противником или противниками, пытаясь захватить все белые флаги на поле. Всего на одном поле может быть 8 противоборствующих сторон, включая человека; также можно объединяться в команды, но распределиться нужно ещё до начала игры.
Многие считают процесс игры против компьютера достаточно монотонным и скучным, так как компьютерные противники в большинстве случаев предпочитают класть блоки рядом друг с другом, продвигаясь к белым флагам, а не ставя их один на другой, создавая башни, и таким образом все игры против компьютера становятся однообразными.

### Многопользовательская игра
многопользовательский является вариацией одиночного режима Practice, с той лишь разницей, что вместо компьютера выступают живые противники. За реализацию мультиплеера игра подвергается критике, однако многие отмечают, что если бы его не было вообще, игра много потеряла (в первую очередь — из-за несовершенного искусственного интеллекта). Критикуется в первую очередь отсутствие поиска публичных серверов: игроки могут подключаться через Интернет, только зная IP-адрес сервера, созданного противником. Кроме того, возможна игра по локальной сети.
Существует также одна проблема, проявляющаяся в игре по сети — это уязвимость в коде при обработке имени пользователя длиной более 512 байт, позволяющая злоумышленнику получить контроль над сервером. Удалённый пользователь может послать серверу специально сформированное имя пользователя, вызвать переполнение буфера и выполнить произвольный код на системе. В последней версии игры (1.1) эта уязвимость не устранена.

## Технологии
Bontãgo использует собственный игровой движок и физический движок Tokamak. Игра написана на языке C++ с использованием технологии .NET и API DirectX.

## Версии
Игра распространяется в двух версиях: полной и «облегчённой» (англ. Lite). Полная включает в себя несколько задних планов игры и музыкальную композицию, облегчённая — только один задний план.

## Реакция

### Пресса
Игра практически не рассматривалась «классическими» игровыми изданиями; в основном её оценивали издания, специализирующиеся на независимых играх, и игроки. Bontãgo получила 7/10 от Game Tunnel, а оценка Absolute Games среди игроков — 80 %. Обычно отмечаются отличная графика и оригинальная концепция как положительные черты и неудачная организация сетевой игры — как основной минус.

### Награды
Bontãgo стала победителем Independent Games Festival 2004 года в номинации «Инновации в игровой модели» (англ. Innovation in Game Design).

## Системные требования
| Системные требования                    |                         |                          |
| Характеристика                          | Минимальные требования  | Рекомендуемые требования |
| Процессор                               | Pentium 3 800 МГц       | Pentium 3 1 ГГц          |
| ОЗУ                                     | 128 МБ                  | 256 МБ                   |
| Жёсткий диск                            | 100 МБ                  | 100 МБ                   |
| Видеокарта                              | с 16 МБ памяти          | с 32 МБ памяти           |
| Соединение с Интернетом (необязательно) | 56 Kbps                 | 56 Kbps                  |
| ОС                                      | любая Microsoft Windows | любая Microsoft Windows  |
| DirectX                                 | Версии 9.0b             | Версии 9.0b              |